# IC 291
IC 291 је лентикуларна галаксија у сазвјежђу Еридан која се налази на листи објеката дубоког неба у Индекс каталогу.
Деклинација објекта је - 12° 35' 13" а ректасцензија 3h 7m 26,6s. Привидна величина (магнитуда) објекта IC 291 износи 13,7 а фотографска магнитуда 14,6. IC 291 је још познат и под ознакама MCG -2-9-1, IRAS 03050-1246, PGC 11699.